# Michael Hadschieff
Michael Hadschieff (n. 5 octombrie 1963, Innsbruck, Austria) este un patinator de viteză ce a reprezentat Austria, medaliat olimpic. A participat la 4 ediții ale Jocurilor Olimpice (1984, 1988, 1992, 1994) în care a câștigat o medalie de argint și o medalie de bronz.